# صناعة الطاقة
صناعة الطاقة هو مجموع كافة الصناعات المعنية بإنتاج وبيع الطاقة، بما في ذلك استخراج الوقود، والتصنيع، والتكرير والتوزيع. المجتمع الحديث يستهلك كميات كبيرة من الوقود وصناعة الطاقة جزء أساسي من البنية التحتية، وصيانة للمجتمع في جميع البلدان تقريبا.
وتشمل على وجه الخصوص:
- الصناعة النفطية، بما في ذلك شركات النفط ومصافي البترول ونقل الوقود والمستعمل النهائي المبيعات في محطات الغاز
- صناعة الغاز، بما في ذلك استخراج الغاز الطبيعي، وإنتاج غاز الفحم، فضلا عن التوزيع والمبيعات
- صناعة الطاقة الكهربائية، بما في ذلك توليد الكهرباء، وتوزيع الطاقة الكهربائية والمبيعات
- صناعة الفحم
- صناعة الطاقة النووية
- صناعة الطاقة المتجددة، تتألف من الطاقة البديلة وشركات الطاقة المستدامة، بما في ذلك تلك المعنية بالطاقة الكهرومائية، وطاقة الرياح، وتوليد الطاقة الشمسية، وتصنيع، وتوزيع وبيع أنواع الوقود البديلة
- صناعة الطاقة التقليدية على أساس جمع وتوزيع الحطب، واستخدامها، لأغراض الطهي والتدفئة، شائع بوجه خاص في البلدان الأشد فقراً

## التاريخ
استخدام الطاقة بمفتاح في تنمية المجتمع البشري بمساعدته على التحكم والتكيف مع البيئة. إدارة استخدام الطاقة أمر لا مفر منه في أي مجتمع الوظيفية. في العالم الصناعي قد أصبحت تنمية موارد الطاقة الضرورية للزراعة، والنقل، وجمع النفايات، وتكنولوجيا المعلومات، والاتصالات التي أصبحت من المتطلبات الأساسية لمجتمع متطور. كما أدى الاستخدام المتزايد للطاقة منذ الثورة الصناعية مع ذلك عددا من المشاكل الخطيرة، البعض منها، مثل الاحترار العالمي، تنطوي على مخاطر وخيمة على العالم.
في بعض الصناعات، وتستخدم الطاقة الكلمة كمرادف لموارد الطاقة، والتي تشير إلى مواد مثل الوقود والمنتجات النفطية والكهرباء بشكل عام، نظراً لأن جزءا كبيرا من الطاقة الكامنة في هذه الموارد يمكن بسهولة استخراج إلى يخدم غرضاً مفيداً. بعد أن جرت عملية مفيدة، هو مجموع الطاقة المصانة، ولكن ليس هو يحافظ تعددي نفسها، منذ عملية عادة ما يحول الطاقة إلى أشكال غير قابلة للاستخدام (مثل الحرارة الزائدة أو غير الضرورية).
منذ ذلك الحين اكتشفت البشرية مختلف موارد الطاقة المتاحة في الطبيعة، قد تم اختراع الأجهزة، المعروفة باسم الأجهزة، التي تجعل الحياة أكثر راحة باستخدام موارد الطاقة. وهكذا، على الرغم من أن الإنسان البدائي عرف الأداة المساعدة لإطلاق النار لطهي الطعام، اختراع الأجهزة مثل مواقد الغاز وأفران الميكروويف زاد استخدام الطاقة لهذا الغرض وحدة كثيرة. أن الاتجاه هو نفسه في أي ميدان آخر من ميادين النشاط الاجتماعي، سواء كان ذلك بناء البنية التحتية الاجتماعية، لصناعة أقمشة تغطي؛ ترقية؛ الطباعة؛ تزيين، على سبيل المثال المنسوجات، وتكييف الهواء؛ الاتصال للمعلومات أو لنقل الأشخاص والبضائع (السيارات).

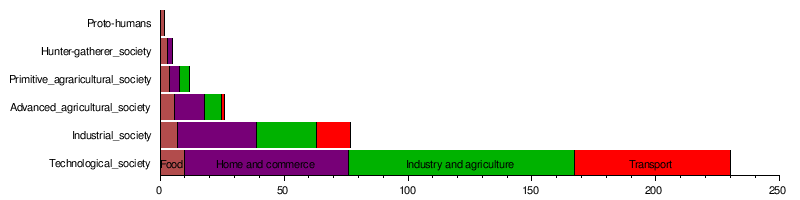

## الاقتصاد
إنتاج واستهلاك موارد الطاقة مهم جداً للاقتصاد العالمي. جميع النشاط الاقتصادي يتطلب موارد الطاقة، وما إذا كان لتصنيع البضائع وتوفير النقل وتشغيل أجهزة الكمبيوتر والأجهزة الأخرى.
قد يشجع الطلب الواسع النطاق للطاقة المتنافسة مرافق الطاقة، وتشكيل أسواق الطاقة التجزئة. ملاحظة وجود هذا القطاع الفرعي «الطاقة التسويق وخدمة العملاء» (إيماكس).
حسابات قطاع الطاقة 4.6 في المائة من القروض غير المسددة الاستدانة، مقارنة مع 3.1 في المائة منذ عقد مضى، بينما سندات الطاقة تشكل 15.7 في المائة سوق السندات العشوائي مبلغ 1.3 تريليون، من 4.3 في المائة خلال نفس الفترة.

## إدارة

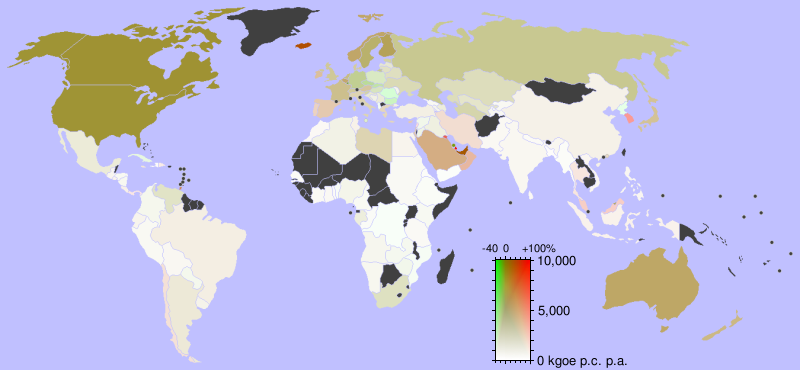
استهلاك الطاقة في كيلوغرام من المكافئ النفطي (المكافئ) للشخص الواحد في السنة لكل بلد (بيانات عام 2001). نغمات قتامة تشير إلى استهلاك أكبر، بينما المناطق الرمادية الداكنة مفقودة من dataset. تدرج اللون الأحمر يشير إلى تزايد الاستهلاك، تدرج اللون الأخضر يشير إلى تناقص الاستهلاك، في الفترة بين عامي 1990 و 2001.

نظراً لتكلفة الطاقة قد أصبحت عاملاً هاما في أداء الاقتصاد للمجتمعات، وإدارة موارد الطاقة قد أصبح حاسما للغاية. إدارة الطاقة ينطوي على الاستفادة من الموارد المتاحة للطاقة أكثر فعالية وهذا مع الحد الأدنى من التكاليف الإضافية. مرات عديدة فمن الممكن لحفظ الإنفاق على الطاقة دون إدماج التكنولوجيا الجديدة بتقنيات إدارة بسيطة. في أغلب الأحيان إدارة الطاقة هو ممارسة استخدام الطاقة أكثر كفاءة من خلال القضاء على الهدر الطاقة أو للطلب على الطاقة له ما يبرره التوازن مع إمدادات الطاقة المناسبة. الأزواج العملية الوعي بالطاقة مع الحفاظ على الطاقة.

## التصنيفات

### الحكومة
وضعت الأمم المتحدة في «التصنيف الصناعي الدولي»، وقائمة بالتصنيفات الاقتصادية والاجتماعية. هناك لا تصنيف متميزة لصناعة الطاقة، نظراً لأن نظام التصنيف استناداً إلى الأنشطة والمنتجات، والنفقات بحسب الغرض.
تستخدم البلدان في أمريكا الشمالية في أمريكا الشمالية نظام (التصنيف). قد تحدد القطاعات التصنيف #21 و 22 # (التعدين والمرافق) تقريبا في صناعة الطاقة في أمريكا الشمالية. يتم استخدام هذا التصنيف «لجنة الصرف» و «الأوراق المالية في الولايات المتحدة».

### الأسواق المالية
«عالمية صناعة التصنيف القياسية» المستخدمة من قبل مؤسسة مورجان ستانلي تعريف صناعة الطاقة كما تضم الشركات العاملة في المقام الأول مع وقود النفط والغاز، والفحم، والاستهلاك، باستثناء الشركات التي تعمل مع بعض الغازات الصناعية. إضافة أيضا لتوسيع هذا القسم: مؤشر داو جونز الصناعي

## الأثر البيئي
تشجيع الحكومة في شكل إعانات وحوافز ضريبية للجهود المبذولة لحفظ الطاقة عزز متزايدة ويرى الحفظ كوظيفة رئيسية لصناعة الطاقة: توفير كمية من الطاقة ويوفر مزايا اقتصادية تقريبا مطابقة لتوليد ذلك نفس المقدار من الطاقة. ويتفاقم هذا حقيقة أن اقتصاديات إيصال الطاقة تميل إلى أن يكون الثمن للقدرات بدلاً من استخدام متوسط. واحد من أغراض بنية الشبكة الذكية لتذليل الطلب حيث تتم محاذاة منحنيات القدرة والطلب على نحو أوثق. بعض أجزاء من صناعة الطاقة توليد التلوث الكبير، بما في ذلك الغازات السامة والاحتباس الحراري من احتراق الوقود، والنفايات النووية من توليد الطاقة النووية، وتسربات النفط نتيجة لاستخراج النفط.
الأنظمة الحكومية لاستيعاب هذه العوامل الخارجية تشكل جزءا متزايداً من القيام بالأعمال التجارية، وتداول أرصدة الكربون والائتمانات التلوث في السوق الحرة قد تسفر أيضا عن توفير الطاقة وتدابير مكافحة التلوث أصبحت حتى أكثر من المهم أن مقدمي خدمات الطاقة.
استهلاك موارد الطاقة، (مثل تحول على ضوء) يتطلب موارد وله تأثير على البيئة. العديد من محطات توليد الطاقة الكهربائية حرق الفحم أو النفط أو الغاز الطبيعي لتوليد الكهرباء لتلبية احتياجات الطاقة. بينما حرق هذه الأنواع من الوقود الأحفوري ينتج من إمدادات الكهرباء متوفرة بسهولة وفورية، فإنه ينشئ أيضا ملوثات الهواء بما في ذلك غاز ثاني أكسيد الكربون (CO2)، وثاني أكسيد الكبريت وثالث أكسيد (SOx) وأكاسيد النيتروجين (NOx). ثاني أكسيد الكربون هو غازات الدفيئة هامة التي يعتقد أنها مسؤولة عن بعض جزء من الزيادة السريعة في تغير المناخ رؤية خاصة في سجلات درجات الحرارة في القرن العشرين، بالمقارنة بعشرات آلاف سنوات بقيمة سجلات درجات الحرارة التي يمكن أن تقرأ من النوى الجليد في المناطق القطبية الشمالية. حرق الوقود الأحفوري لتوليد الكهرباء أيضا إصدارات المعادن النزرة مثل البريليوم، الكادميوم، الكروم، النحاس، المنغنيز، والزئبق والنيكل والفضة في البيئة، التي تعمل أيضا كملوثات.
أن الاستخدام الواسع النطاق لتكنولوجيات الطاقة المتجددة «إلى حد كبير الحد من أو القضاء على طائفة واسعة من الآثار الصحية البيئية والبشرية لاستخدام الطاقة». وتشمل تكنولوجيات الطاقة المتجددة الوقود الأحيائي والتسخين بالطاقة الشمسية والتبريد، وتوليد الطاقة الكهرمائية، والطاقة الشمسية، وطاقة الرياح. أن يساعد أيضا في الحفاظ على الطاقة واستخدام الطاقة بكفاءة.
وبالإضافة إلى ذلك، قيل أن هناك أيضا إمكانات لتطوير قطاع الطاقة أكثر كفاءة. يمكن أن يتم ذلك من:
- الوقود التحول في قطاع توليد الطاقة من الفحم إلى الغاز الطبيعي؛
- الأمثل لتوليد الطاقة وغيرها من التدابير لتحسين كفاءة محطات توليد الطاقة CCGT القائمة؛
- الجمع بين الحرارة والطاقة (CHP)، من الصغر سكني للصناعة على نطاق واسع؛
- استرداد الحرارة من النفايات

أفضل التقنيات المتاحة (BAT) يوفر كفاءة جانب العرض مستويات أعلى بكثير من المتوسط العالمي. المزايا النسبية لغاز الفحم بالمقارنة مع تتأثر بتطوير أساليب إنتاج الطاقة بكفاءة متزايدة. وفقا لتأثير التقييم الذي أجرى للمفوضية الأوروبية، ومستويات الكفاءة في استخدام الطاقة من محطات الفحم بنيت الآن زادت معدلات الكفاءة 46-49 في المائة، بالمقارنة مع محطات الفحم بنيت قبل التسعينات (32-40%). ومع ذلك، وفي الوقت نفسه الغاز يمكن أن تصل إلى 58-59% مستويات الكفاءة مع أفضل التكنولوجيات المتاحة. وفي الوقت نفسه، والجمع بين الحرارة والطاقة يمكن أن توفر معدلات الكفاءة من 80-90%.

## السياسة
منذ الآن الطاقة دوراً أساسيا في المجتمعات الصناعية، والملكية والسيطرة على موارد الطاقة يلعب دوراً متزايد الأهمية في السياسة. على الصعيد الوطني، تسعى الحكومات للتأثير على المشاركة (التوزيع) لموارد الطاقة بين مختلف شرائح المجتمع من خلال التسعير الآليات؛ أو حتى من يملك الموارد داخل حدودها. قد يسعى أيضا إلى التأثير في استخدام الطاقة من قبل الأفراد والأعمال التجارية في محاولة للتصدي للقضايا البيئية.
أحدث الجدل السياسي الدولي فيما يتعلق بموارد الطاقة في سياق «حرب العراق». الاحتفاظ ببعض المحللين السياسيين أن السبب الخفي لحرب عام 1991 وعام 2003 على حد سواء يمكن أن تعزى إلى السيطرة الاستراتيجية لموارد الطاقة الدولية. أخرى مواجهة هذا التحليل مع الأرقام المتعلقة الاقتصاد. وفقا لهذه المجموعة الأخيرة من المحللين، أنفقت الولايات المتحدة حوالي مبلغ 336 بیلیون في العراق بالمقارنة مع قيمة $ 25 بیلیون كل ميزانية السنة الحالية خلفية لاعتماد استيراد النفط الولايات المتحدة كامل

### السياسة العامة
سياسة الطاقة هو الطريقة التي قرر كيان معين (غالباً حكومية) لمعالجة المسائل المتعلقة بتنمية الطاقة بما في ذلك إنتاج الطاقة وتوزيعها واستهلاكها. وقد تشمل السمات الخاصة بسياسة الطاقة التشريعات والمعاهدات الدولية وحوافز للاستثمار، والمبادئ التوجيهية للحفاظ على الطاقة، والضرائب وغيرها من تقنيات السياسة العامة.

### الأمن
الأمن في مجال الطاقة هو التقاطع بين الأمن الوطني وتوافر الموارد الطبيعية لاستهلاك الطاقة. الحصول على الطاقة الرخيصة أصبحت ضرورية لسير عمل الاقتصادات الحديثة. ومع ذلك، التفاوت في توزيع إمدادات الطاقة فيما بين البلدان قد أدى إلى الضعف الكبير. التهديدات لأمن الطاقة وتشمل عدم الاستقرار السياسي في العديد من البلدان المنتجة للطاقة، والتلاعب بإمدادات الطاقة، والمنافسة على مصادر الطاقة، والهجمات على البنية التحتية الإمداد، فضلا عن الحوادث والكوارث الطبيعية، التمويل للطغاة الأجانب وتصاعد الإرهاب والبلدان المهيمنة الاعتماد على إمدادات النفط الأجنبية. إمدادات محدودة، والتوزيع غير المتكافئ، وارتفاع تكاليف الوقود الأحفوري، مثل النفط والغاز، وخلق حاجة إلى التغيير إلى مزيد من مصادر الطاقة المستدامة في المستقبل المنظور. مع قدر من الاعتماد على أن الولايات المتحدة لديها حاليا للنفط ومع حدود بيكينج إنتاج النفط؛ سوف تبدأ الاقتصادات والمجتمعات أن تشعر بانخفاض الموارد التي نحن أصبحت تعتمد على. الأمن في مجال الطاقة قد أصبحت واحدة من القضايا الرئيسية في العالم اليوم كالنفط والموارد الأخرى أصبحت حيوية للسكان في العالم. ومع ذلك، مع معدلات إنتاج النفط
قد تأتي ذروة إنتاج النفط وتناقص تقترب من العالم لحماية الموارد ما تركنا في العالم. مع التطورات الجديدة في الموارد المتجددة وقد وضعت ضغطاً أقل على الشركات التي تنتج النفط في العالم، هي هذه الموارد، الطاقة الحرارية الأرضية، والطاقة الشمسية وطاقة الرياح وتوليد الكهرباء. على الرغم من أن هذه ليست جميع الخيارات المستقبلية الحالية والمحتملة للعالم بأن انتقل إلى ما يؤدي إلى نضوب النفط هو أهم مسألة حماية هذه الموارد الحيوية من التهديدات المستقبلية. هذه الموارد الجديدة سوف تصبح أكثر فائدة كثمن لتصدير واستيراد النفط سيزداد بسبب زيادة الطلب.

## التنمية
إنتاج الطاقة لدعم الاحتياجات البشرية أنشطة اجتماعية أساسية، ويذهب قدرا كبيرا من الجهد في هذا النشاط. بينما يقتصر معظم هذه الجهود نحو زيادة إنتاج الكهرباء والنفط، ويجري استكشاف طرق أحدث لإنتاج موارد الطاقة القابلة للاستخدام من موارد الطاقة المتاحة. أحد هذه الجهود لاستكشاف وسائل لإنتاج وقود الهيدروجين من الماء. على الرغم من أن استخدام الهيدروجين صديقة للبيئة، يتطلب إنتاجها من الطاقة والتكنولوجيات القائمة لجعلها، ليست فعالة جداً. البحث جار لاستكشاف التحلل الأنزيمي للكتل الأحيائية.
كما تستخدم أيضا أشكال أخرى من موارد الطاقة التقليدية بطرق جديدة. تغويز الفحم وتسييل بالتكنولوجيات الحديثة التي أصبحت جذابة بعد أن عاش أعمال أن احتياطيات النفط، في معدلات الاستهلاك الحالية، قد تكون قصيرة نوعا. انظر أنواع بديلة من الوقود.
الطاقة هو موضوع الأنشطة البحثية الهامة على الصعيد العالمي. على سبيل المثال، هو «مركز بحوث الطاقة» في المملكة المتحدة مركزا لبحوث الطاقة في المملكة المتحدة في حين أن الاتحاد الأوروبي لديه العديد من برامج التكنولوجيا، فضلا عن منصة لإشراك العلوم الاجتماعية والعلوم الإنسانية ضمن بحوث الطاقة.

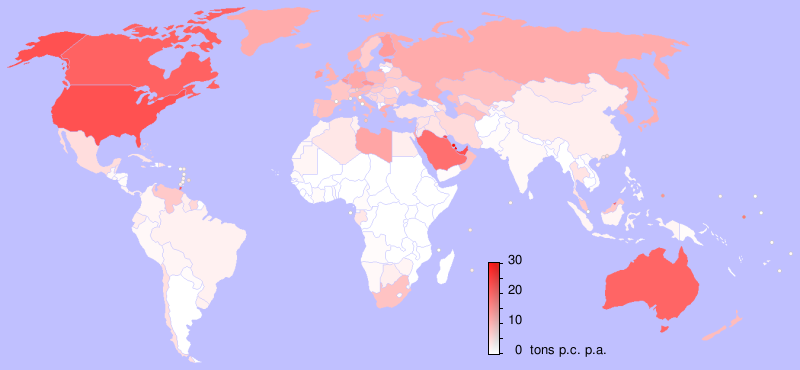

## النقل
وتتطلب جميع المجتمعات المواد والأغذية بنقلها عبر مسافات، عموما ضد بعض القوة للاحتكاك. منذ تطبيق القوة على مسافة تتطلب وجود مصدر للطاقة للاستخدام، مثل هذه المصادر قيمة كبيرة في المجتمع.
في حين أن موارد الطاقة هي أحد المقومات أساسية لجميع وسائط النقل في المجتمع، أصبح نقل موارد الطاقة نفس القدر من الأهمية. موارد الطاقة تقع غالباً بعيداً عن المكان الذي يستهلك فيها. ولذلك، دائماً على النقل في السؤال. وتتطلب بعض موارد الطاقة مثل أنواع الوقود السائل أو الغازي يتم نقلها باستخدام ناقلات النفط أو خطوط الأنابيب، في حين نقل الكهرباء دائماً شبكة كابلات الشبكة. نقل الطاقة، سواء عن طريق صهريج أو أنابيب خط نقل، يشكل تحديات للعلماء والمهندسين، وصناع السياسات، والاقتصاديين لجعلها خالية من المخاطر وتتسم بالكفاءة.

## الأزمة
يمكن أن يؤدي عدم الاستقرار الاقتصادي والسياسي إلى أزمة الطاقة. أزمات النفط الجديرة بالذكر هي أزمة النفط عام 1973 وأزمة النفط في عام 1979. وسوف يعجل ظهور ذروة النفط، هذه النقطة في الوقت المناسب عند الوصول إلى الحد الأقصى لمعدل استخراج النفط العالمي، يرجح أن آخر أزمة الطاقة.

## عمليات الدمج والتملك

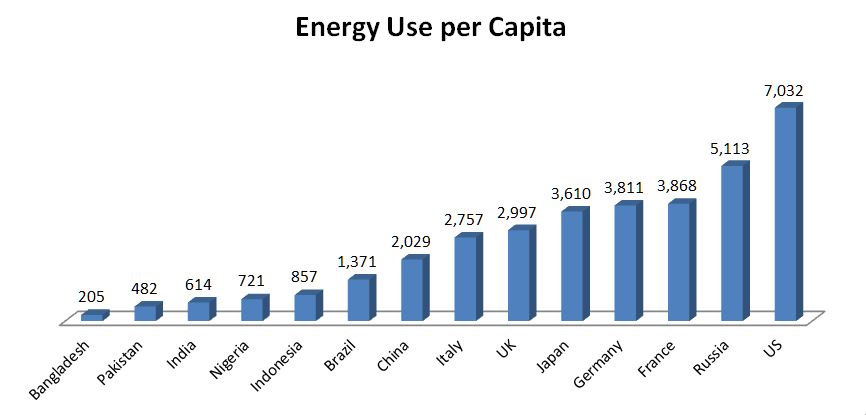

بين عامي 1985 و 2018 وهناك حوالي 69,932 الصفقات في قطاع الطاقة. وهذا يتراكم القيمة الإجمالية ل bil 9,578 دولاراً من دولارات الولايات. كان الأكثر نشاطا عام 2010 مع الصفقات حوالي 3.761. ومن حيث القيمة كانت 2007 السنة أقوى (684 دولارات الولايات المتحدة)، الذي أعقب هبوط حاد حتى عام 2009 (-55,8%)

## أنظر أيضاً
- معاهدة ميثاق الطاقة